# گاندی. نت
گاندی.نت (انگلیسی: Gandi) شرکت نرم‌افزار فرانسوی است، که در سال ۲۰۰۰ تأسیس شد.